# Sinkanszen E1
A Sinkanszen E1-es sorozat egy emeletes japán nagysebességű villamos motorvonat. A motorvonatok 12 részesek, melyet a JR East üzemeltetett a Dzsóecu Sinkanszen vonalon. A vonatok 2012-ben lettek leselejtezve. Honállomásuk Niigata volt.

## Utastér

### Felújítás előtt

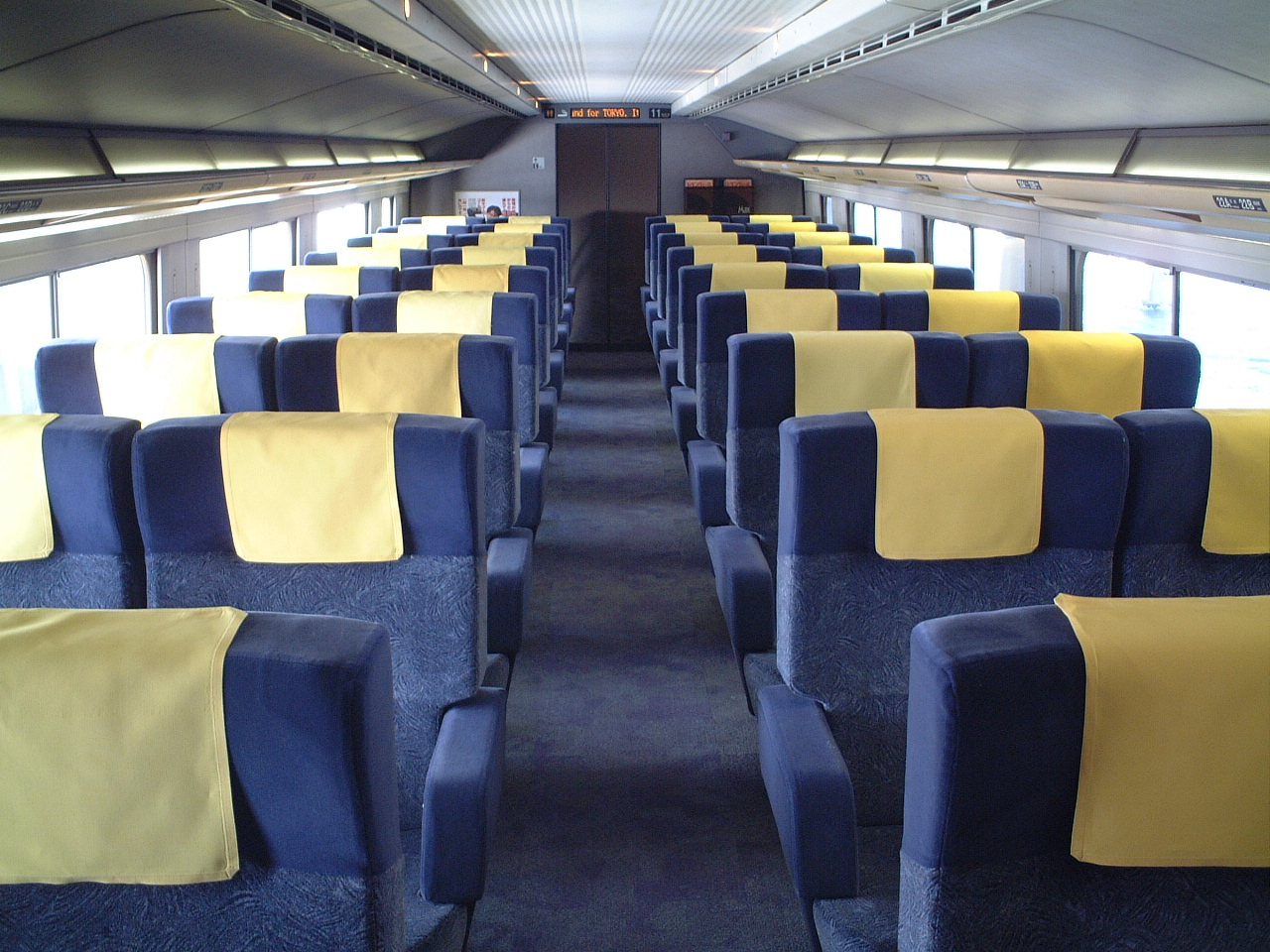
Zöld osztály, felső szint
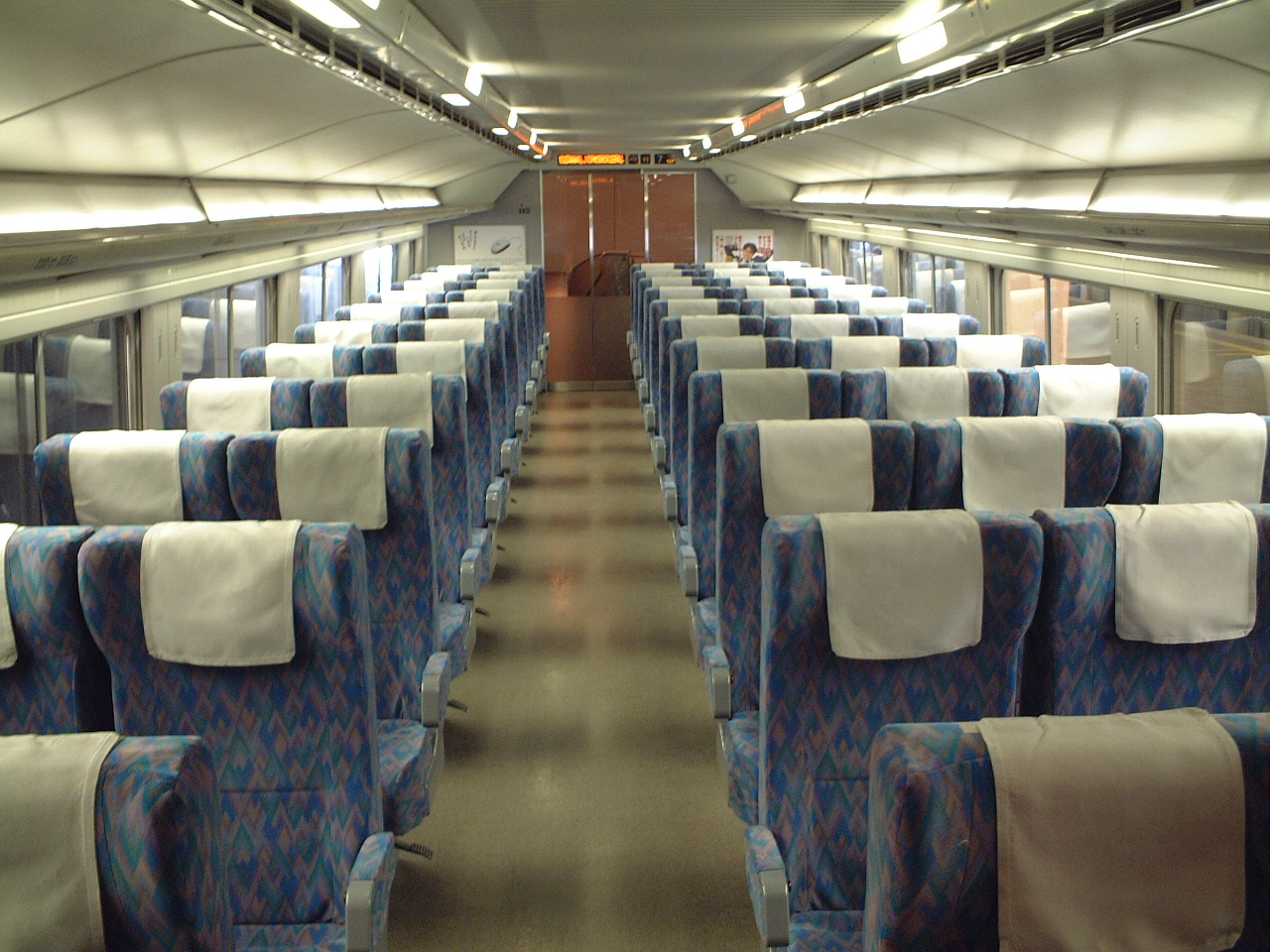
Standard osztály, felső szint
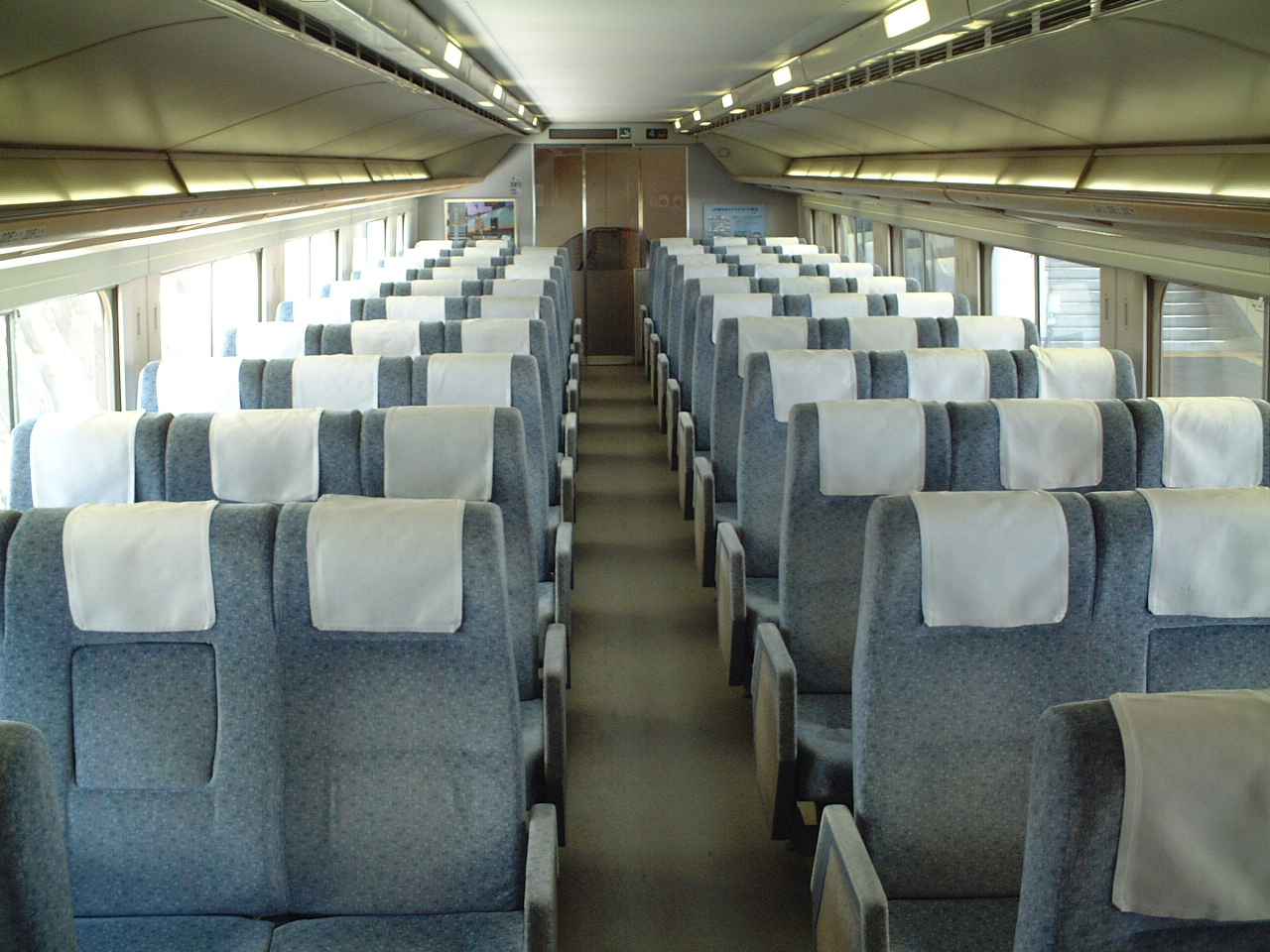
Standard osztály, felső szint
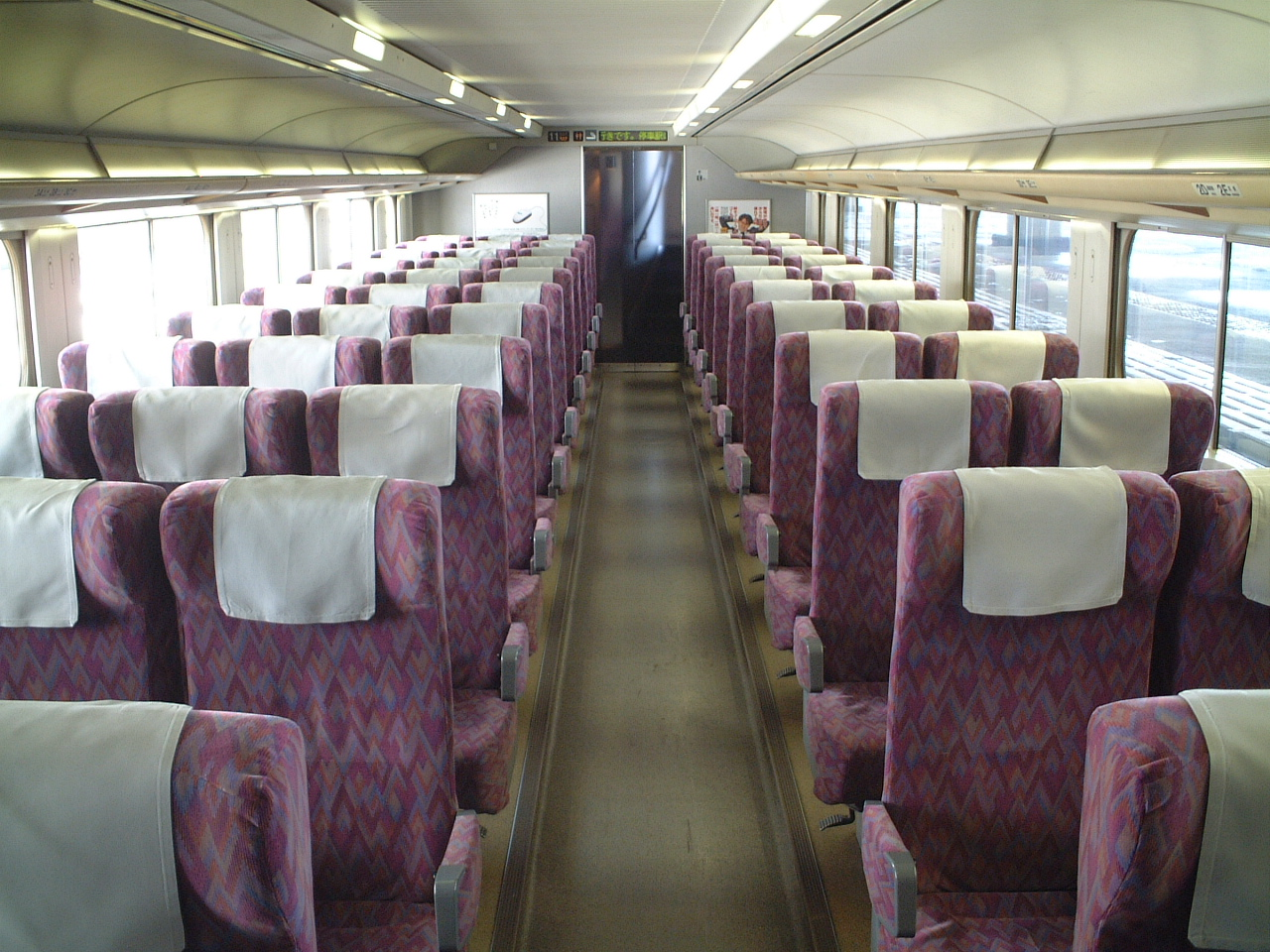
Standard osztály, alsó szint
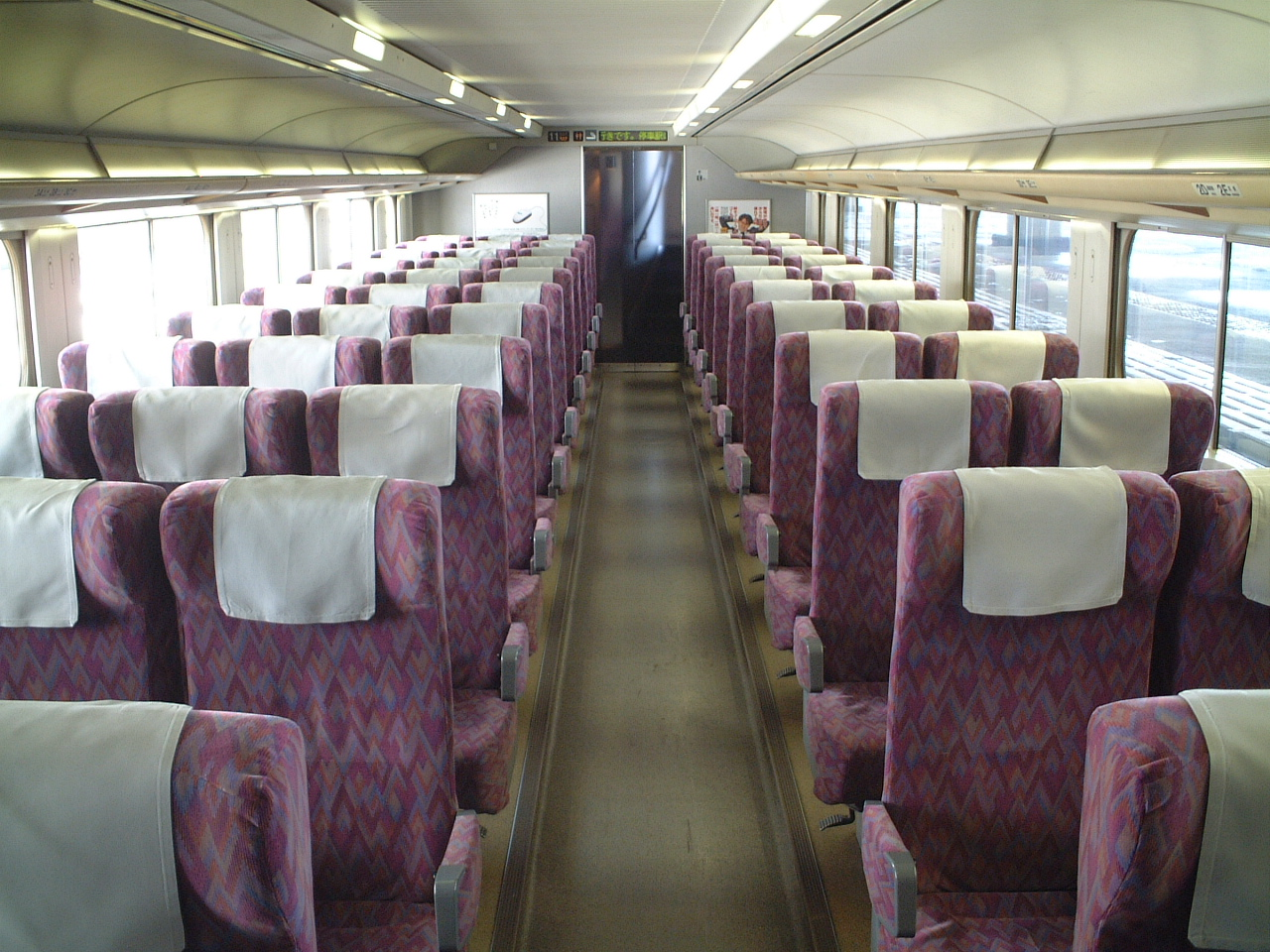
Standard osztály, alsó szint

### Felújítás után

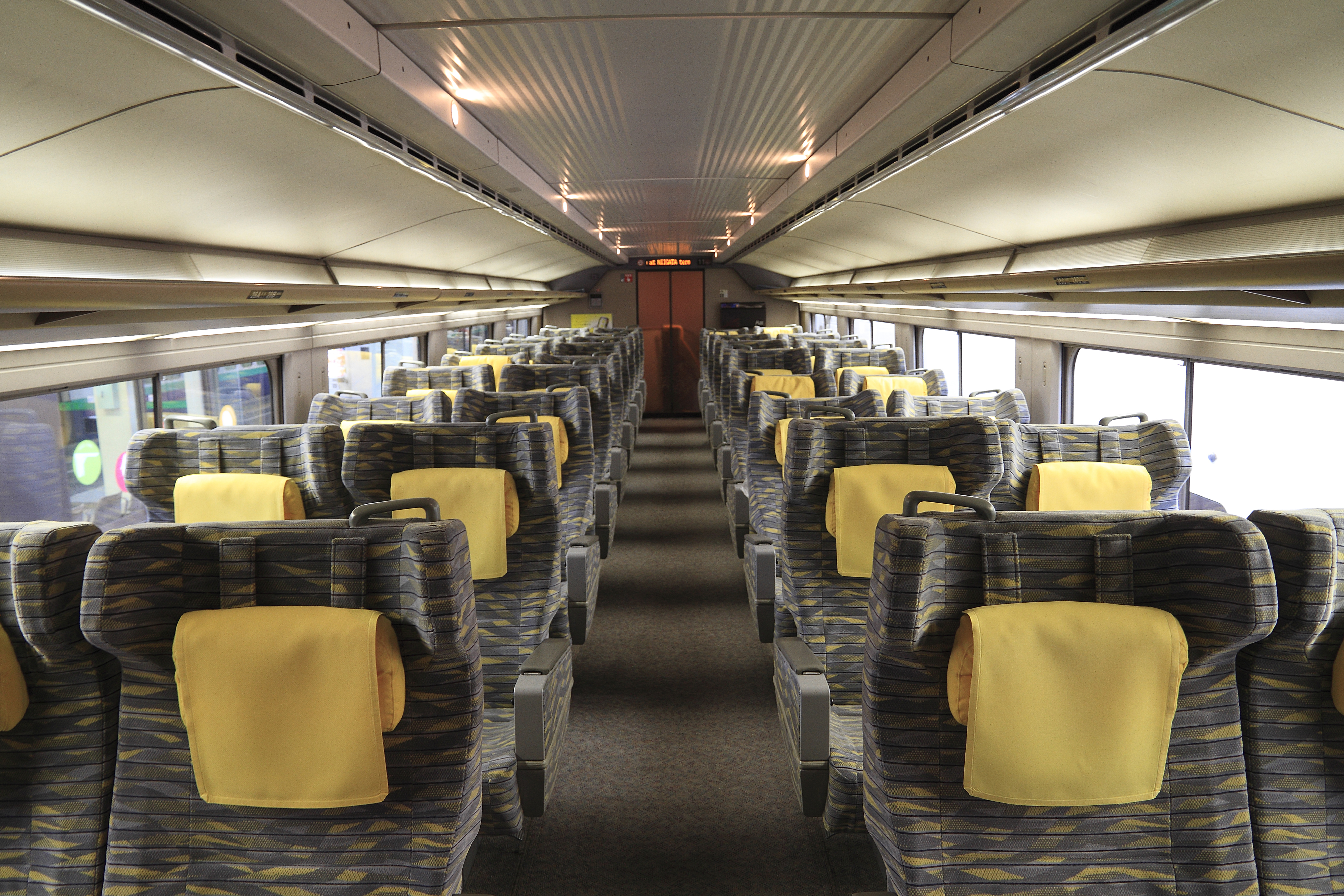
Zöld osztály, felső szint
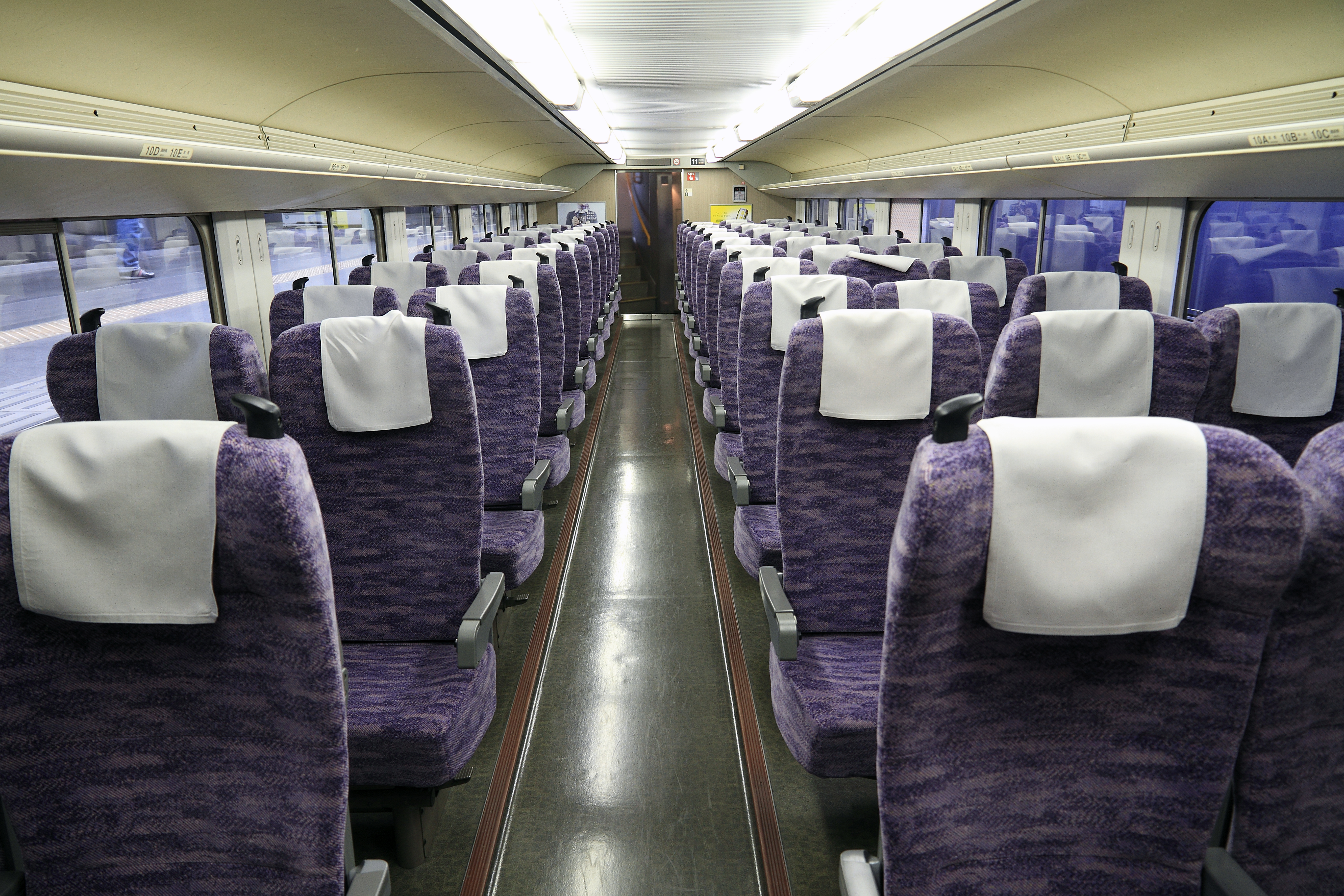
Standard osztály, alsó szint

## Lásd még
- Sinkanszen E4
- TGV Duplex - francia emeletes nagysebességű motorvonat